# Code CSS
Ne doit pas être confondu avec Feuilles de style en cascade.
Dans le cadre des codes correcteurs d'erreurs quantiques, les codes CSS, nommés ainsi d'après les initiales de leurs inventeurs Robert Calderbank, Peter Shor et Andrew Steane (en), sont un type particulier de code stabilisateur construit à partir de codes classiques avec quelques propriétés spéciales. Un exemple de code CSS est le code de Steane.

## Construction
Soient {\displaystyle C_{1}} et {\displaystyle C_{2}} deux codes classiques, de paramètres respectivement {\displaystyle [n,k_{1}]}, {\displaystyle [n,k_{2}]}, tels que {\displaystyle C_{2}\subset C_{1}} et {\displaystyle C_{1},C_{2}^{\perp }} ont tous deux  une distance minimale {\displaystyle \geq 2t+1}, où {\displaystyle C_{2}^{\perp }} est le code dual de {\displaystyle C_{2}}. On définit alors le code CSS de {\displaystyle C_{1}} sur {\displaystyle C_{2}},  noté  {\displaystyle {\text{CSS}}(C_{1},C_{2})}, comme suit : c'est le code de paramètres {\displaystyle [n,k_{1}-k_{2},d]}, avec {\displaystyle d\geq 2t+1} :
{\displaystyle {\text{CSS}}(C_{1},C_{2})=\{{|}x+C_{2}\rangle \mid x\in C_{1}\}} ,
où,  pour {\displaystyle x\in C_{1}} , on définit :
{\displaystyle {|}x+C_{2}\rangle :=}{\displaystyle 1/{\sqrt {{|}C_{2}{|}}}}{\displaystyle \sum _{y\in C_{2}}{|}x+y\rangle },
et où {\displaystyle +} est  l'addition bit à bit modulo 2. 